# 業務請負
業務請負（ぎょうむうけおい、英語: outsourcing）とは、アウトソーシングの一種で、民法上の請負契約に基づき、製造、物流、運輸、営業など業務を一括して請け負う形態の労働サービスである。この一形態としてEMSや3PLなどが存在する。

## 世界各国の状況

### 日本
受け入れ会社の指示に従う「労働者派遣」と違い、請負契約であるため、請負会社が労働者を指揮命令する。受け入れ会社は請負会社を通してしか指示できない（警備がこの一つなので派遣業では出来ない）。建設業法上の建設業に該当する場合を除き、業務請負を行う会社には、それを取り締まるための法律（業法）や監督する省庁は今のところなく、労働者派遣事業のような国への届出や許可が必要ない。そのため、派遣労働者の受け入れが2004年2月まで禁止されていた製造業で広がった。
しかしながら、実態は労働者派遣に該当することも多く（請負を偽装した労働者派遣であるという意味で偽装請負という）、またこのような業者を使うことは長期的な観点からみれば重要な経営資源である「人」と「情報」を失うことにつながる。これは技術の継承や重要情報の引継ぎがなされなかったり、情報漏洩や産業スパイ行為の温床となりうるためである（事実、外注業者による情報漏洩事件がここ数年多発している）。また、偽装請負の状態になると労働者の賃金が抑えられたり、長時間労働を強要する傾向が無意識のうちに強まり、製品品質の劣化に直結することもある。
このように問題点が噴出しており、ここ数年で社会問題化が顕著である。
労働者派遣法が改正され、製造業にも労働者派遣が解禁されたが、今もって正規の派遣業者ではなく請負業者を使う企業は多い。ただし2006年夏以降の偽装請負報道（主に朝日新聞による）がきっかけとなり、前述の理由や上場企業会計改革および投資家保護法（通称「SOX法」。日本のそれについては内部統制を参照）への対応もあって不適切な請負業者を排除する傾向が強まりつつある。
業務請負と労働者派遣については、昭和61年労働省告示第37号「労働者派遣事業と請負により行われる事業との区分に関する基準」により区分されている。
御手洗冨士夫は日本経団連会長当時、経済財政諮問会議の席上で「請負で業者が労働者に命令できないのはおかしい」などとして、偽装請負の合法化ともとれる主張をしており、非難されている。一方濱口桂一郎は、同主張について「本来労働法によって規制されるべき請負がなんら規制されていないという事実から生じている」「むしろ、請負法制が存在しないことが『無理』である」「本来あるべき請負法制の欠落を、派遣法制によって埋め合わせようとするためにさまざまな矛盾が生じている」「御手洗会長のいう『無理』は、請負労働を労働法上適切に規制することによってのみ解決するはず」とコメントしている。

#### 日本の労働法制における業務請負
日本の労働基準法第87条には、「厚生労働省令で定める事業が数次の請負によって行われる場合においては、災害補償については、その元請負人を使用者とみなす」という規定がある。
日本の労働安全衛生法第29条には、１つの場所で行う事業の仕事の一部を請負人に請け負わせている者（元方事業者）に対し、関係請負人及び関係請負人の労働者に対し、関係法令遵守の指導・違反是正の指示・危険防止措置や技術指導等を行う義務が定められている。特に、建設業及び造船業の特定元方事業者は、労働安全衛生法第15条ほかに定められた統括安全衛生管理の義務を遂行しなければならないとされている。

#### 日本の職業安定法制における業務請負
日本の職業安定法施行規則第4条第2項においては、適法な業務請負の要件について、以下4つの全てを満たすものであることを求めている。
また、職業安定法施行規則第4条第3項において、上記4要件全てを満たすものであっても、それが「職業安定法第44条の規定に違反することを免れるため故意に偽装されたものであって、その事業の真の目的が労働力の供給にあるとき（偽装請負）」は、当該事業は労働者供給事業とみなされる旨が定められている。

#### 日本の建設業
日本における建設業は、建設業法第2条第2項により、「元請、下請その他いかなる名義をもつてするかを問わず、建設工事の完成を請け負う営業」と定義されている。したがって、日本においては、業務請負の形態であることが建設業の定義に含まれている。

##### 労務下請
労務下請とは、建設業において、鳶、型枠工といった特定の職種の技能労働者群による役務の完成のうち、その技能の発揮に重きが置かれているものを指す。労務下請は建設業特有の下請制度であり、実態が限りなく労働者供給事業に近いものであったにもかかわらず、「請負」として整理された歴史的経緯がある。日本の建設業においては、労務下請の存在を前提として、元請事業者が下請労働者の労災補償責任を負うものとする規定が存在する（労働基準法第87条、労働保険徴収法第8条）。

### 韓国
韓国では、請負先の企業内で勤務する労働者を「用役労働者（非正規雇用職）」と呼ばれている。